# Павел (Попов, Алексей Яковлевич)
Епископ Павел (в миру Алексей Яковлевич Попов; 4 [16] февраля 1827, Никольский уезд, Вологодская губерния — 4 [16] ноября 1874, Вологда) — епископ Тотемский, викарий Вологодской епархии, проповедник.

## Биография
Родился в 1827 году в Никольском уезде Вологодской губернии, в семье священника.
В 1840 году поступил в Вологодскую семинарию.
В 1846 году, по окончании семинарии, поступил в Московскую духовную академию.
13 декабря 1850 году окончил курс академии и назначен в Вологодскую семинарию преподавателем словесности и святого писания.
13 июля 1851 году получил звание магистра.
26 сентября 1855 году рукоположён во священника церкви Кирилла Белозерского.
С 1857 года — ректор Вологодских духовных училищ и член консистории.
5 мая 1866 года возведён в сан протоиерея.
15 января 1867 года пострижен в монашество; 22 января возведён в сан игумена и назначен настоятелем Арсениева Комельского монастыря. 6 февраля того же года — ректор Вологодской семинарии. 5 марта возведён в сан архимандрита и назначен настоятелем Спасо-Прилуцкого монастыря Вологодской епархии.
13 октября 1868 года хиротонисан во епископа Тотемского, викария Вологодской епархии.
Автор ряда проповедей, опубликованных в местной печати.
Скончался 4 ноября 1874 года в Вологде. Похоронен в Спасо-Прилуцком монастыре.